# Дмитраш Іван
Іва́н Дмитра́ш (Псевдо: «Кривоніс», «Олег»; 1919, с. Полонична, Кам'янка-Бузький район, Львівська область — 14 грудня 1944, с. Розжалів, Радехівський район, Львівська область) — лікар Сокальської округи ОУН, лицар Бронзового хреста заслуги УПА.

## Життєпис
Освіта — незакінчена середня: закінчив 6 класів народної школи. Навчався шевського ремесла (1935—1936), був помічником-асистентом лікаря Унівського монастиря на Львівщині (1936—1939), де пройшов теорію і практику лікарської справи. Активно працював у культурно-освітніх товариствах.
У 1939 році, зі встановленням радянської влади в регіоні, повернувся додому, а відтак влаштувався асистентом директора головної аптеки у Львові (осінь 1939 — 11.1940). Член ОУН з 1940 р., займався магазинуванням лікарських засобів для потреб підпілля ОУН. У листопаді 1940 р. призваний до Червоної армії. Служив у Ялті, де пройшов стрілецький вишкіл, а відтак був скерований на вишкіл санітарних інструкторів, після закінчення якого отримав звання старшини та був призначений санінструктором стрілецького батальйону.
У 1941 р., з вибухом німецько-радянської війни, у складі підрозділу направлений на фронт, звідки дезертирував і повернувся додому. Працював асистентом лікаря Тита Бурачинського в хірургічному відділенні «Народної лічниці» імені Митрополита А. Шептицького (1941-01.1944). Активно працював у тереновій сітці ОУН м. Львова та Львівської області, займався забезпеченням лікарськими засобами референтури УЧХ. У січні 1944 р. за дорученням Організації переходить на нелегальне становище та вливається у лави збройного підпілля ОУН. Лікар повітового проводу ОУН (01.1944 — весна 1944), заступник лікаря (весна 1944 — 11.1944), а відтак лікар (11.-12.1944) Сокальського окружного проводу ОУН. Майор-лікар (14.12.1944).
Загинув у криївці під час облави. Застрелився, щоб живим не потрапити в руки ворога.

## Нагороди
- Згідно з Наказом Головного військового штабу УПА ч. 3/45 від 10.10.1945 р. майор УПА, лікар Сокальського окружного проводу ОУН Іван Дмитраш — «Олег» нагороджений Бронзовим хрестом заслуги УПА.

## Вшанування пам'яті
- 22.08.2018 р. від імені Координаційної ради з вшанування пам'яті нагороджених Лицарів ОУН і УПА м. Червоноград Львівської обл. Бронзовий хрест заслуги УПА (№ 058) переданий о. Дмитрові Дмитрашу, братові Івана Дмитраша — «Олега».